# گارنت بورک هیوز
گارنت بورک هیوز (انگلیسی: Garnet Hughes; ۲۲ آوریل ۱۸۸۰ – ۱۲ آوریل ۱۹۳۷) فرد نظامی اهل کانادا بود. وی همچنین برندهٔ جوایزی همچون نشان حمام شده‌است.